# N4 (Kernreaktor)

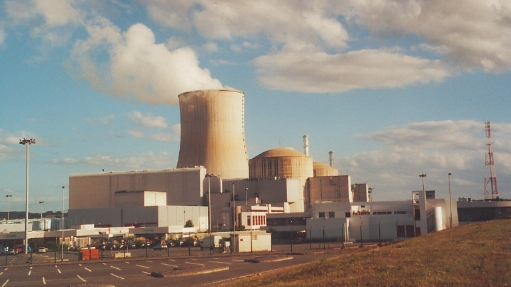
Bild der N4-Anlage im Kernkraftwerk Civaux

Der Kernreaktor vom Typ N4 ist ein vom ehemaligen französischen Unternehmen Framatome entwickelter wassergekühlter und leichtwassermoderierter Druckwasserreaktor der 3. Generation. Er besitzt eine thermische Leistung von 4250 MWth, eine elektrische Leistung von 1450 MWe netto und damit einen Wirkungsgrad von 34,1 %.

## Projektierte Daten

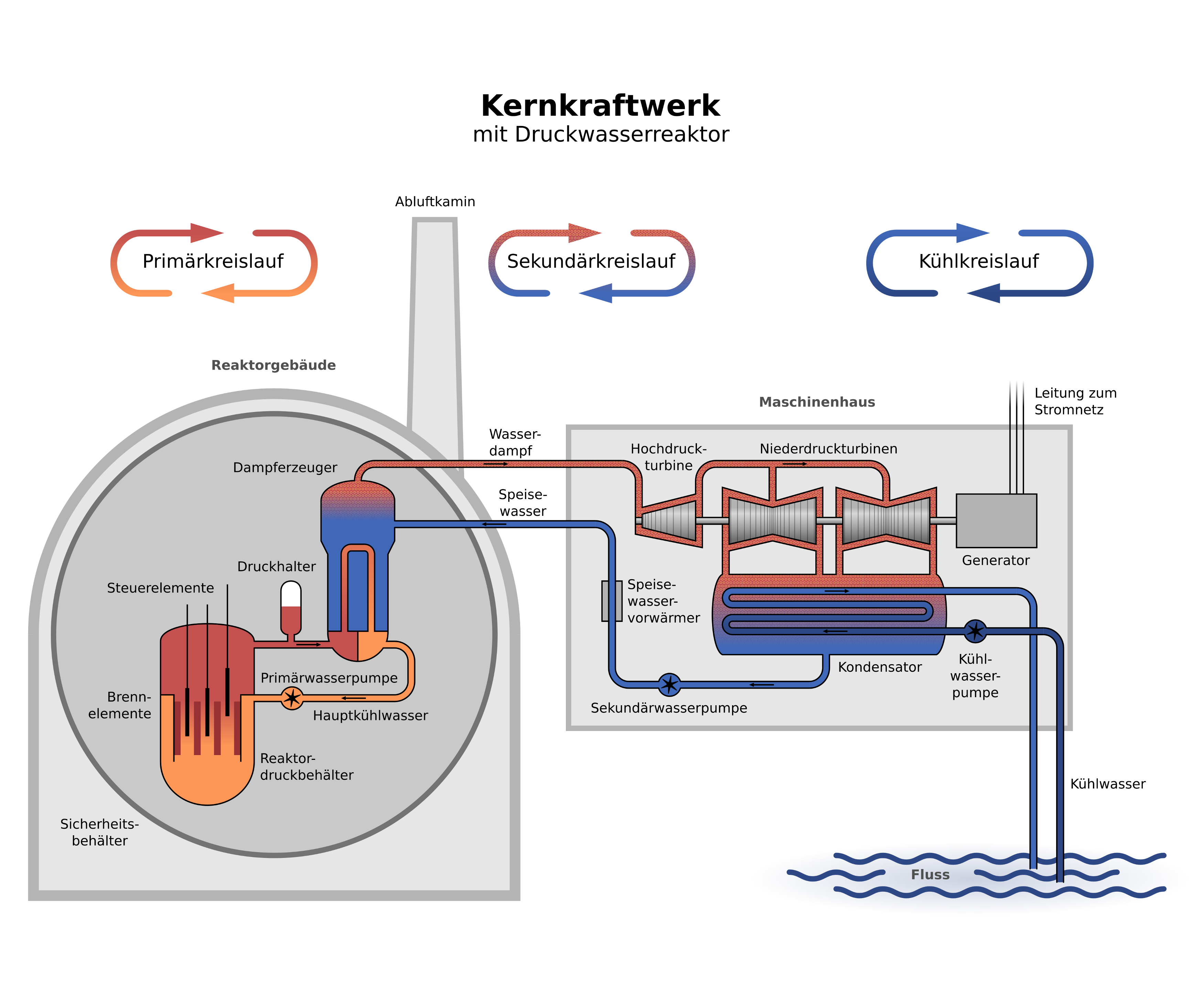
Kernkraftwerk mit Druckwasserreaktor (Prinzipdarstellung)

Der Reaktor besitzt 205 Brennelemente mit jeweils 264 Brennstäben. Der Brennstoff ist leicht angereichertes Uranoxid (UO2) mit einem Gesamtgewicht von 110 t. Der Reaktorkern hat einen Durchmesser von 3,48 m und eine Höhe von 4,27 m.  Der Reaktordruckbehälter besitzt eine Wandstärke von 230 mm, ist 13,65 m hoch und hat einen Durchmesser von 4,65 m. Der Kühlkreislauf ist eine 4-Loop-Ausführung (deshalb N4). Um Dampfblasen im Kühlkreislauf zu verhindern ist der Druck im primären Kühlsystem 155 bar. Die vier Primärwärmetauscher befinden sich aus Sicherheitsgründen mit im Reaktorsicherheitsbehälter. Der erzeugte Frischdampf wird mit einem Druck von 71 bar bei 268,8 °C in die 1500-MW-Arabelle-Turbine von Alstom geleitet.
Die projektierte Betriebsdauer ist 40 Jahre.

### Anlagen mit N4-Reaktoren
Es gibt nur vier in Betrieb befindliche Anlagen dieser Art; jeweils zwei Blöcke in Civaux (Block 1 und 2) und in Chooz (Block B1 und B2). Der Eigentümer dieser Anlagen ist das französische Energieversorgungsunternehmen EDF. Von ihrer Inbetriebnahme in den 1990er Jahren an galten die vier Anlagen von der elektrischen Leistung her als die weltweit leistungsstärksten, bis sie durch die Inbetriebnahme der EPR im Kernkraftwerk Taishan überholt wurden.

### Übersicht
| Reaktorblock | Reaktortyp         | Netto- leistung | Brutto- leistung | Baubeginn  | Netzsyn- chronisation | Kommer- zieller Betrieb | Abschal- tung  |
| ------------ | ------------------ | --------------- | ---------------- | ---------- | --------------------- | ----------------------- | -------------- |
| Chooz-B1     | Druckwasserreaktor | 1500 MW         | 1560 MW          | 01.01.1984 | 30.08.1996            | 15.05.2000              |                |
| Chooz-B2     | Druckwasserreaktor | 1500 MW         | 1560 MW          | 31.12.1985 | 10.04.1997            | 29.09.2000              |                |
| Civaux-1     | Druckwasserreaktor | 1495 MW         | 1561 MW          | 15.10.1988 | 24.12.1997            | 29.01.2002              | (2037 geplant) |
| Civaux-2     | Druckwasserreaktor | 1495 MW         | 1561 MW          | 01.04.1991 | 24.12.1999            | 23.04.2002              | (2039 geplant) |